# Marten Kooistra
Marten Kooistra, né le 18 octobre 1997 à Drachten, est un coureur cycliste néerlandais. Il participe à des compétitions sur route et sur piste.

## Biographie
Il met un terme à sa carrière cycliste à l'issue de la saison 2021. 

## Palmarès sur route

### Par années
- 2015
  -  Champion des Pays-Bas sur route juniors
  -  Champion des Pays-Bas du contre-la-montre juniors
  - 2e de l'Acht van Bladel
- 2018
  - Ronde van Zuid-Holland
  - 5e étape (a) de l'Olympia's Tour
  - Paris-Tours espoirs
  - 2e du championnats des Pays-Bas sur route espoirs
  - 2e de l'Olympia's Tour
  - 3e du Grand Prix de Francfort espoirs
- 2019
  - 2e de l'Étoile d'or

### Classements mondiaux
| Année                                 | 2016  | 2017  | 2018 | 2019 |
| ------------------------------------- | ----- | ----- | ---- | ---- |
| Classement mondial                    | 2443e | 2221e | 462e | 818e |
| UCI Europe Tour                       | 1620e | 1448e | 263e | 596e |
|                                       |       |       |      |      |
| Légende : nc = non classéSource : UCI |       |       |      |      |

## Palmarès sur piste

### Championnats d'Europe
- Aigle 2018
  -  Médaillé de bronze du scratch espoirs

### Championnats nationaux
- 2013
  - 2e du championnat des Pays-Bas de course aux points juniors
- 2014
  - 2e du championnat des Pays-Bas du scratch juniors
  - 2e du championnat des Pays-Bas de course aux points juniors
  - 3e du championnat des Pays-Bas du kilomètre juniors
- 2015
  - 2e du championnat des Pays-Bas de poursuite par équipes